# Ligue des champions de l'OFC 2011-2012
Navigation
Édition précédente Édition suivante
La Ligue des champions de l'OFC 2011-2012 est la 11e édition de la Ligue des champions de l'OFC. Elle met aux prises les champions des différentes nations affiliées à la Confédération du football d'Océanie (OFC).

## Participants
Un total de 8 équipes provenant de 7 associations membres de l'OFC prennent part à la Ligue des champions 2011-2012.
| Pays                              | Équipes           | Mode de qualification                                                                 |
| --------------------------------- | ----------------- | ------------------------------------------------------------------------------------- |
| Fidji 1 place                     | Ba FC             | Champion des Fidji 2010                                                               |
| Nouvelle-Calédonie 1 place        | AS Mont-Dore      | Champion de Nouvelle-Calédonie 2010                                                   |
| Nouvelle-Zélande 2 places         | Waitakere United  | Champion de Nouvelle-Zélande 2010-2011                                                |
| Nouvelle-Zélande 2 places         | Auckland City FC  | Tenant du titre 2e de la phase régulière du championnat de Nouvelle-Zélande 2010-2011 |
| Papouasie-Nouvelle-Guinée 1 place | PRK Hekari United | Champion de Papouasie-Nouvelle-Guinée 2010-2011                                       |
| Polynésie française 1 place       | AS Tefana         | Champion de Polynésie française 2010-2011                                             |
| Îles Salomon 1 place              | Koloale FC        | Champion des Îles Salomon 2011                                                        |
| Vanuatu 1 place                   | Amicale FC        | Vainqueur de la National Soccer League 2011                                           |

## Compétition

### Phase de groupes
Légende des classements
- Qualifié pour la finale

Légende des résultats
- Victoire à domicile
- Match nul
- Victoire à l'extérieur

#### Groupe A
| Rang | Équipe           | Pts | J | G | N | P | Bp | Bc | Diff |  | Résultats (▼ dom., ► ext.) |      |     |     |     |
| ---- | ---------------- | --- | - | - | - | - | -- | -- | ---- |  | -------------------------- | ---- | --- | --- | --- |
| 1    | AS Tefana        | 13  | 6 | 4 | 1 | 1 | 15 | 12 | +3   |  | AS Tefana                  |      | 3-0 | 4-1 | 2-0 |
| 2    | Waitakere United | 12  | 6 | 4 | 0 | 2 | 21 | 6  | +15  |  | Waitakere United           | 10-0 |     | 4-0 | 4-0 |
| 3    | Ba FC            | 9   | 6 | 3 | 0 | 3 | 7  | 16 | -9   |  | Ba FC                      | 0-5  | 3-2 |     | 2-1 |
| 4    | AS Mont-Dore     | 1   | 6 | 0 | 1 | 5 | 2  | 11 | -9   |  | AS Mont-Dore               | 1-1  | 0-1 | 0-1 |     |

#### Groupe B
| Rang | Équipe            | Pts | J | G | N | P | Bp | Bc | Diff |  | Résultats (▼ dom., ► ext.) |     |     |     |     |
| ---- | ----------------- | --- | - | - | - | - | -- | -- | ---- |  | -------------------------- | --- | --- | --- | --- |
| 1    | Auckland City FC  | 13  | 6 | 4 | 1 | 1 | 17 | 8  | +9   |  | Auckland City FC           |     | 2-0 | 3-2 | 7-3 |
| 2    | PRK Hekari United | 11  | 6 | 3 | 2 | 1 | 9  | 6  | +3   |  | PRK Hekari United          | 1-1 |     | 2-0 | 3-1 |
| 3    | Amicale FC        | 7   | 6 | 2 | 1 | 3 | 6  | 7  | -1   |  | Amicale FC                 | 1-0 | 1-1 |     | 2-0 |
| 4    | Koloale FC        | 3   | 6 | 1 | 0 | 5 | 7  | 18 | -11  |  | Koloale FC                 | 1-4 | 1-2 | 1-0 |     |

### Finale
La finale est un match aller-retour joué les 29 avril et 13 mai 2012.
| Équipe 1         | Résultat | Équipe 2  | Aller | Retour |
| ---------------- | -------- | --------- | ----- | ------ |
| Auckland City FC | 3 – 1    | AS Tefana | 2 – 1 | 1 – 0  |

| 29 avril 2012 | Auckland City FC                   | 2 – 1 | AS Tefana       | Kiwitea Street, Auckland                   |                                            |
| 14:00         | D. Mulligan 57e · D. Koprivcic 60e |       | 72e A. Williams | Spectateurs : 1 500 Arbitrage : John Saohu | Spectateurs : 1 500 Arbitrage : John Saohu |

| 13 mai 2012 | AS Tefana | 0 – 1 | Auckland City FC | Stade Louis Ganivet, Faa'a                              |                                                         |
| 16:00       |           |       | 41e M. Expósito  | Spectateurs : 1 900 Arbitrage : Isidore Assiene-Ambassa | Spectateurs : 1 900 Arbitrage : Isidore Assiene-Ambassa |

- Auckland City FC remporte la Ligue des champions de l'OFC (score cumulé 3 – 1) et se qualifie pour la Coupe du monde des clubs de la FIFA 2012.